# Фредрикстад (футбольный клуб)

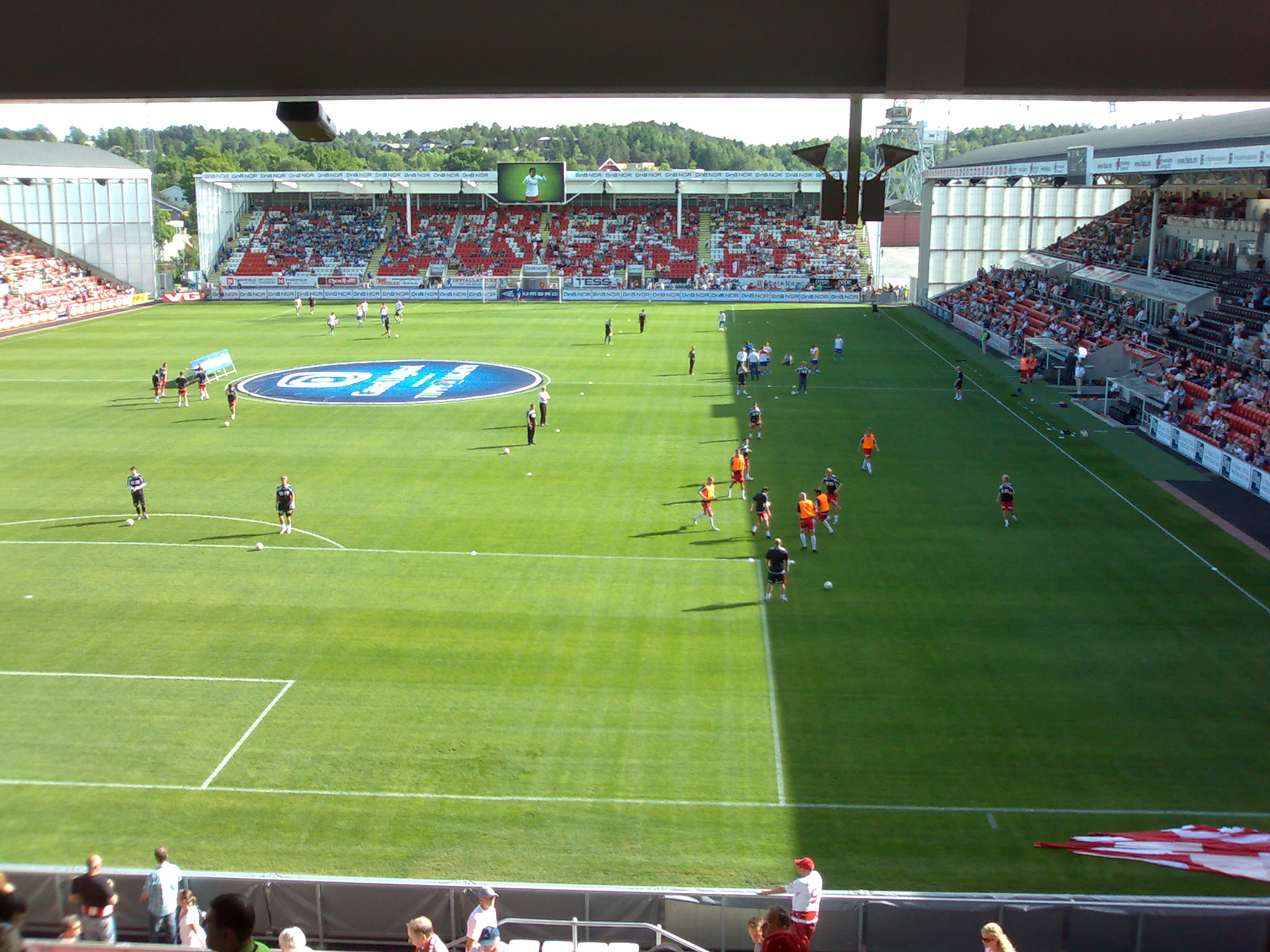
«Нью Фредрикстад»

«Фредрикстад» (норв. Fredrikstad Fotballklubb) — норвежский футбольный клуб из города Фредрикстад, выступающий в Элитсерии. Основан 7 апреля 1903 года. Домашние матчи проводит на стадионе «Нью Фредрикстад», вмещающем 12 500 зрителей.

## История
В 1932 Фредрикстад впервые победил в Кубке Норвегии. В полуфинальном матче с Мьондаленом за игрой, закончившейся победой Фредрикстада со счётом 3:0, наблюдали рекордные 9000 зрителей. В финале со счётом 6:1 был побеждён клуб Эрн.
В 2008 году команда выиграла серебряные медали Премьер-лиги Норвегии. В 2009 году клуб занял 14-е место в Типпелиген и вылетел в Первую лигу.
В 2010 году заняла третье место во второй Норвежской Лиге. Выиграв плей-офф за право попадания в Премьер-лигу, вернулась туда спустя сезон после вылета.

## Достижения
- Чемпионат Норвегии:
  - Чемпион (9): 1937/38, 1938/39, 1948/49, 1950/51, 1951/52, 1953/54, 1956/57, 1959/60, 1960/61
  - Серебряный призёр (9): 1949/50, 1954/55, 1955/56, 1958/59, 1964, 1966, 1969, 1972, 2008

- Кубок Норвегии:
  - Обладатель (12): 1932, 1935, 1936, 1938, 1940, 1950, 1957, 1961, 1966, 1984, 2006, 2024
  - Финалист (7): 1945, 1946, 1948, 1954, 1963, 1969, 1971

## Закреплённые номера
- Дагфинн Энерли: 8 (выступал в сезоне 2004/2005, в последнем матче получил серьёзную травму шеи, вследствие чего остался прикован к инвалидному креслу)